# Perro lobo de Saarloos
El perro lobo de Saarloos o Saarloos a secas (en neerlandés: Saarlooswolfhond) es una raza de perro que se creó a partir del cruce de un macho de pastor alemán con una hembra de lobo euroasiatico. Su descendencia fue vuelta a cruzar con pastor alemán. Es ahora una raza reconocida.

## Historia
Leendert Saarloos (1884–1969) era un criador de perros de nacionalidad neerlandesa, que creía que el pastor alemán era  muy enfermizo por ser sus supuestos orígenes demasiado cercanos al lobo y quiso crear un perro con las propiedades de supervivencia del lobo para derivar en un perro trabajador y de vida más longeva. En 1935, cruzó su perro pastor alemán con un hembra de lobo de Siberia, criada en el zoo de Róterdam.
A la tercera camada (1938) se logró una descendencia perdurable que al ser mezclaba con pastores alemanes derivó en un perro con un cuarto recesivo de sangre de lobo. El resultado era un perro que no era útil como perro de oficio por tener un temperamento obstinado, pero si era buen compañero para vivir cerca de la naturaleza y zonas campestres. Dutch Kennel Club reconoció la raza en 1975. Para honrar su creador, llamaron a la raza perro lobo de Saarlos (Saarloos Wolfdog). En 1981, la raza fue reconocida por la Federación Cinológica Internacional (FCI).

## Evidencia genética
En 2015, un estudio encontró que el perro lobo de Saarloos muestra mayor asociación genética con el lobo gris que cualquiera otra raza de lobo, resultado que está en concordancia con el documentado cruce con lobos grises de esta raza. En 2016, un estudio de ADN realizado a los perros domésticos encontraron una división profunda entre el perro lobo de Saarlos y otras razas de perros probablemente producido por otros criadores de perros, destacando un descenso comparativo del cruce de pastores alemanes con lobos cautivos en la década de 1930, seguido posteriormente por un cruzamiento con otros perros de orígenes Eurosiaticos (orientales y occidentales).

## Descripción
El perro lobo de Saarloos es un perro fuertemente construido cuya complexión muy rígida le da una gran resistencia. El abrigo y el movimiento es estilo lobo lo que suele confundir a las personas que no lo conocen. Los machos miden de 65 a 75 centímetros y las hembras entre 60 a 70 centímetros. Pesa hasta 45 kg. Es un perro atlético con una buena complexión, con hueso grueso medio y un cuerpo fuerte y musculoso. Son ligeros de patas y tienen una marcha elegante. Su abrigo es corto y denso, proporcionando buena protección a los cambios de tiempo. Los hay de tres colores: lobo-gris, rojo y blanco. Dado que en el lobo los genes grises son los dominantes, esto lo vuele el color más común. Los genes para color blanco son recesivos, haciendo que el color blanco sea poco común prácticamente un espécimen singular aunque a pesar de eso, este color está aceptado en el estándar de la raza. El Saarloos tiene expresión facial de lobo, así como un cráneo muy parecido a este pero colmillos más cercanos al pastor alemán.

## Formación
Esta raza necesita socialización minuciosa antes de la duodécima semana de crecimiento para asegurar comportamiento social adecuado, por lo que se recomienda experiencia previa con perros antes de adoptar un ejemplar.

## Programa de cruzamiento
El Dutch Kennel Club en un estudio investigó las posibilidades para mejorar la salud de esta raza a través de una mayor diversidad genética. Las primeras reuniones con dicho club fueron en 2010. Siguiendo estas reuniones,la Wageningen University and Research se propuso investigar el grado de interrelación genética de la población. La búsqueda estuvo conducida por los genetistas J.J. Windig y M. Spies-Stoop. Este estudio reveló que la población de los perros Saarloos estaba estrechamente relacionada entre sí. Sin intervención, dicho grado de endogamia podría afectar su  supervivencia. Los científicos aconsejaron crear programas de cruza controlados y extensos, para aumentar su vitalidad, fertilidad y variación genética. El Dutch Kennel Club aprobó el programa en 2012.
Dos tipos de cruzas se están utilizado en el programa. El primer tipo es el uso del perro llamado mirada estética, una raza de perros que se parecen a los Saarloos, pero que al no tener su pedigrí y no pertenecen a una raza definida no es reconocido por el FCI no teniendo estatus de oficialidad. El segundo tipo es el uso de varias razas reconocidas por el FCI. Las razas que son utilizadas están escogidas por miembros especializados de dicho club y los candidatos deberán pasar por una votación para ser elegidos por mayoría. El procedimiento para ambos tipos de cruzas es igual. La cruza selectiva está administrada y cuando la 1.ª generación (F1) está producida los ejemplares resultantes son revisados y los mejores son escogidos para contribuir a la generación próxima, por lo que son cruzados con un ejemplar con pedigrí de Saarloos, el cual produce la 2.ª generación (F2), que son a su vez evaluados y de buena salud probada. Los mejores ejemplares de esta generación serán vueltos a cruzar con perros Saarloos de pura cepa para producir la 3.ª generación (F3), generación que volverá a ser cruzada con otros perros Saarloos de pura cepa. Dicha 4.ª generación (F4) conseguirá un pedigrí oficial y será reconocido como pura raza. Con todos estos cruces se piensan terminar con los problemas de endogamia del Saarloos.
En enero de 2019, el programa de cruza con otras razas había sido planificado así: 
- Pastor blanco suizo (completando la etapa F2)[7]
- Husky siberiano (completando la etapa F1)[8]
- Podenco ibicenco (completando la etapa F1)[9]
- Cazador de alces noruego (completando la etapa F1)[10]
- mirada estética con Northern Inuit dog (completando la etapa F1)[11]